# Welcome (North Carolina)
Welcome is een plaats (census-designated place) in de Amerikaanse staat North Carolina, en valt bestuurlijk gezien onder Davidson County.

## Demografie
Bij de volkstelling in 2000 werd het aantal inwoners vastgesteld op 3538.

## Geografie
Volgens het United States Census Bureau beslaat de plaats een oppervlakte van
24,2 km², geheel bestaande uit land. Welcome ligt op ongeveer 261 m boven zeeniveau.

## Plaatsen in de nabije omgeving
De onderstaande figuur toont nabijgelegen plaatsen in een straal van 24 km rond Welcome.